# Диган, Джим
Джеймс Фредерик Э. (Джим) Диган (англ. James Frederick A. (Jim) Deegan, 6 ноября 1933, Эдинбург, Шотландия, Великобритания) — британский хоккеист (хоккей на траве), полузащитник.

## Биография
Джим Диган родился 6 ноября 1933 года в британском городе Эдинбург в Шотландии.
Играл в хоккей на траве за «Хэмпстед энд Вестминстер» из Лондона.
В 1964 году вошёл в состав сборной Великобритании по хоккею на траве на Олимпийских играх в Токио, поделившей 9-10-е места. Играл на позиции полузащитника, провёл 5 матчей, забил 2 мяча в ворота сборной Южной Родезии.
В 1968 году вошёл в состав сборной Великобритании по хоккею на траве на Олимпийских играх в Мехико, занявшей 12-е место. Играл на позиции полузащитника, провёл 2 матча, мячей не забивал.